# Пискуха гімалайська
Пискуха гімалайська (Ochotona himalayana) — вид гризунів з роду Пискуха (Ochotona) родини пискухових (Ochotonidae).

## Опис
Довжина тіла сягає від 14 до 18,6 см. Хутро на спині тьмяно-сірого кольору, на голові і плечах- рудувато-коричневе або коричневе.

## Поширення
Гімалайська пискуха мешкає у віддалених високогірних районах Непалу, індійського штату Уттаракханд і, можливо, Непалу. населяє узлісся хвойних високогірних лісів, осипи і скелі на висоті від 2400 до 4200 м над рівнем моря.

## Спосіб життя
Про спосіб життя гімалайської пискухи відомо небагато. Найбільш активна вона вранці і в сутінках. Народжує 3-4 дитинчати.

## Систематика
Вид був вперше описаний китайським вченим Феном Цзоцзяном в 1973 році. Молекулярні дослідження, проведені в 2000 році підтвердили його статус як окремого виду.

## Охорона
МСОП вважає цей вид таким, що не потребує особливого захисту, через великий ареал і чисельність гімалайської пискухи. Однак точних даних щодо динаміки популяції вчені не мають.